# Silvijo Petriško
Silvijo Petriško (Zagreb, 20. studenog 1979.), hrvatski veslač, osvajač brončane medalje na Olimpijskim igrama u Sydneyu 2000. godine.